# Motor magnético
Aquilo que por vezes se denomina de motor magnético é um dispositivo hipotético capaz de converter infinitamente a energia de um campo magnético em energia mecânica, criando torque. Não confundir com motor de indução que faz uso de princípios eletromagnéticos para transformar eletricidade em torque. O motor magnético, segundo os físicos é um embuste do imaginário coletivo, impossível de conceber pois viola os princípios teóricos mais basilares da física, o princípio da conservação da energia e a primeira lei da termodinâmica. Este motor é assim considerado um moto-contínuo.